# Liste des maires de Périgueux
Cet article présente la liste des maires de Périgueux, chef-lieu du département de la Dordogne. Elle recense toutes les personnes ayant représenté l'autorité municipale depuis le XIIIe siècle.

## L'autorité municipale avant la création de Périgueux
Vesunna, la première ville située sur l'emplacement actuel de Périgueux, est placée dans la province Aquitania lors de l'organisation administrative de la Gaule effectuée par Auguste,,. Après le IIIe siècle, la ville va devenir « la Cité ». Sous le règne des Mérovingiens, le territoire passe de main en main, provoquant ainsi de multiples disputes à propos des partages successoraux, qui opposent les descendants de Clovis, après sa mort en 511. Les comtes de Périgord dominent successivement la Cité au Moyen Âge.
Vers la fin du Xe siècle, au nord-est et en bordure de l'Isle, se développe un nouveau centre fortifié, nommé à cette époque le « bourg du Puy-Saint-Front ». En 1188, le Puy-Saint-Front est organisé en municipalité par l'autorité royale,. Le maire et les consuls gouvernent le Puy-Saint-Front. Ils concluent des accords avec les voisins du bourg et gèrent les conflits. Ils administrent les prisons et maintiennent l'ordre public,.

## Liste des maires

### Période 1200-1240

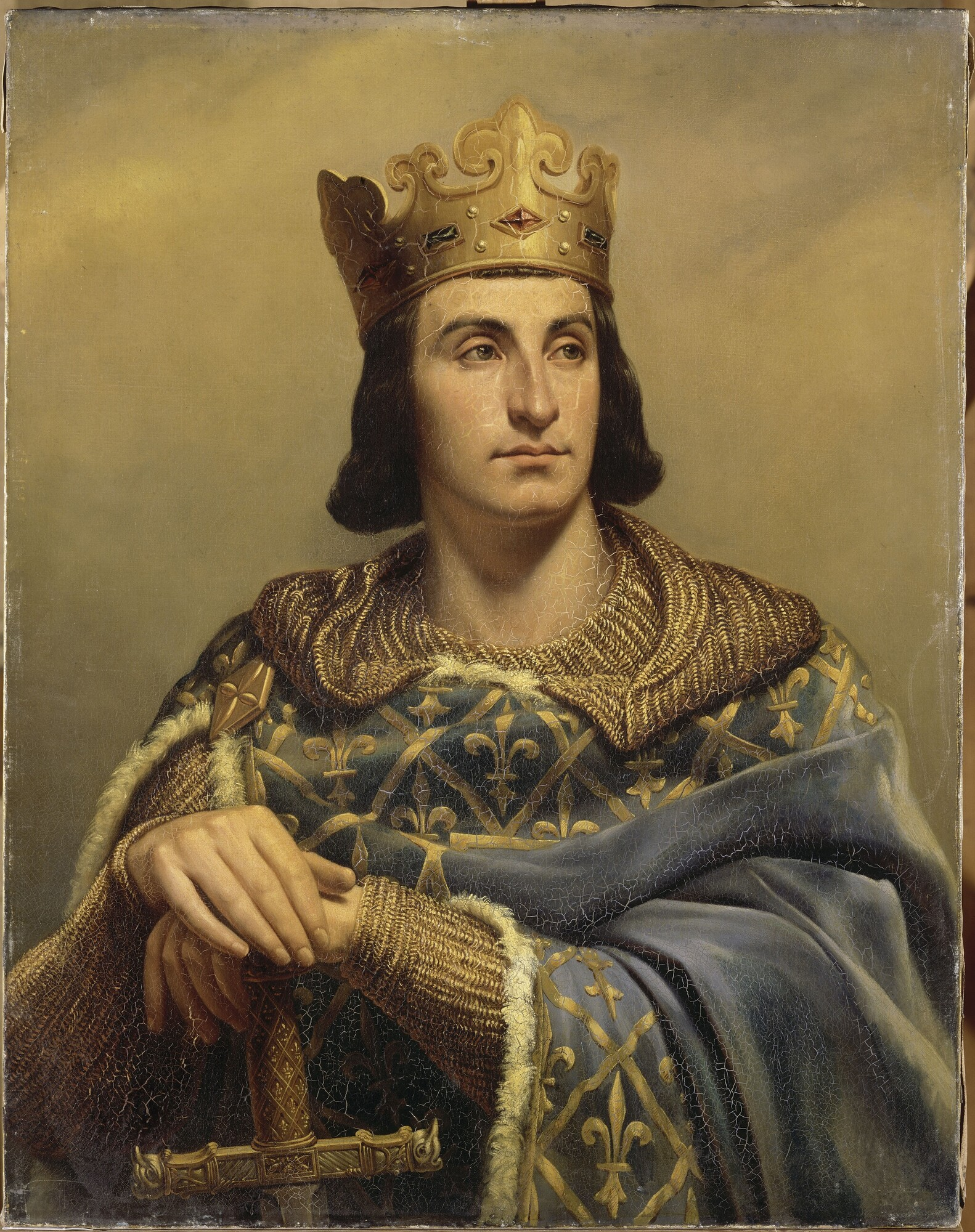
Philippe Auguste règne sur le trône de France entre 1180 et 1223. (Portrait peint par Louis-Félix Amiel en 1837, sur commande de Louis-Philippe Ier).

Comme dans la plupart des communes du Sud-Ouest, et contrairement au nord de la France, l'organisation en municipalité de Périgueux ne résulte pas d'une victoire violente contre la féodalité ; la nouvelle organisation reste quasi féodale, puisque ce sont les seigneurs qui demeurent à la tête de la collectivité urbaine. Les raisons de ce pouvoir détenu restent floues, mais sont principalement d'ordre économique. Même si elle continue de reconnaître comme seul souverain le roi de France, Périgueux exerce elle-même la puissance publique sur son territoire. Lorsque le comté du Périgord est rattaché au royaume de France et que la ville prête fidélité à Philippe-Auguste en 1204, le sceau sur la charte d'hommage semble appartenir à une grande confrérie (un ensemble de paroissiens), et non à un maire. C'est à partir de là que les archivistes en déduisent, au début du XXe siècle, que Périgueux n'est pas encore organisé en commune, car elle ne paraît posséder ni maire, ni consul, ni conseiller ; il s'agit d'une confrérie, abritant, sur fond religieux, des groupements profanes (sociétés secrètes et syndicats notamment).
En 1217, un premier accord est établi entre les deux centres urbains implantés à quelques centaines de mètres l'un de l'autre : la Cité — issue de la Vésone gallo-romaine —, ville de l'évêque et du comte de Périgord, et la ville bourgeoise du Puy-Saint-Front. En 1223, lorsque Louis VIII succède à Philippe-Auguste, le maire, les sept consuls et 1 500 bourgeois continuent de prêter serment de fidélité au roi de France, qui garde une emprise certaine sur l'organisme municipal ; ils promettent de garder la ville et de la protéger de tout individu qui souhaiterait la prendre sans son consentement royal. À la mort du roi en 1226, les vassaux du Puy-Saint-Front, très attachés à la couronne, s'allient avec les seigneurs des alentours pour assurer la pérennité de ce système encore quasi féodal,. L'état de paix entre les deux entités dure jusqu'en 1239.
D'après la Revue historique, nobiliaire et biographique publiée en 1872, voici les chefs de la confrérie primitive, puis les maires, qui se sont succédé avant la fusion de la Cité et du Puy-Saint-Front :
- 1200 : Hélie de Valbec
- 1201 : Etienne de Juvenals
- 1204 : Hélie Capète
- 1206 : Elie de Valbec
- 1210 : Jean Meymy
- 1213 : Guillaume de Clarens
- 1214 : Geoffroy Chatuel
- 1215 : Robert La Porte
- 1216 : Itier de Salis
- 1219 : Antoine de Verginis
- 1220 : Guillaume d'Albert
- 1222 : Guillaume d'Aspremont
- 1224 : Guillaume Brunetl
- 1224 : Etienne de Salis
- 1228 : Bernard de Blanquet
- 1231 : Pierre Chatuel
- 1231 : Hélie Martin
- 1231 : Hélie Boet
- 1234-1237 : Hélie Espès
- 1238 : Guillaume de Clarens

### Période 1240-1299
Pour assurer sauvegarde et assistance mutuelles, et pour que les rivalités s'éteignent, Périgueux naît en 1240, d'un traité d'union des deux bourgs. Le traité régit la gouvernance qui s'effectue dorénavant suivant les anciennes coutumes du Puy-Saint-Front, qui impose sa puissance dominatrice sur la Cité,. L'accord conclut également l'élection du maire et des consuls à qui tout citoyen de plus de 15 ans doit jurer obéissance — à l'exception des clercs qui ne peuvent se soumettre à la juridiction laïque. Les habitants de la Cité qui refusent d'obéir aux consuls sont écartés. Il est aussi arrêté que les consuls ont pleine juridiction au sein de la Cité, jusqu'alors exempte d'institution judiciaire.
À partir de 1241, le maire et les consuls sont élus le dimanche suivant la Saint-Martin d'hiver (11 novembre). Voici les maires qui se sont succédé à partir de la création de Périgueux en 1240 :
- 1240 : Geoffroy Delpuech
- 1241 : P. Gaudos
- 1242 : Hélie Espès
- 1243 : Etienne de Salis
- 1247 : Robert La Porte
- 1248 : Héliès de Plaigne
- 1249 : Jean Meymy (deuxième mandat)
- 1250 : Hélies Seguin
- 1250 : Hélies de Valbec
- 1251 : Bernard de Juvenal
- 1252 : Guillaume de la Roche
- 1252 : Hélies de Salas
- 1254 : Raymond de Margot
- 1255 : deux maires[Note 1]
- 1263 : Bernard Girard
- 1264 : Pierre Elanquet
- 1278 : Jean Meymy
- 1278 : Pierre Normans
- 1283 : Jean de Seguy
- 1283 : Lambert La Porte
- 1285 : Guillaume Chatuel
- 1286 : Lambert La Porte
- 1287 : Fortanier Béron
- 1288 : Lambert La Porte
- 1289 : Hugues de Margot
- 1291 : Fortanier Blanquet
- 1292 : Hélies Chatuel
- 1293 : Hugues de Margot
- 1293 : Guillaume Meschi
- 1294 : Fortanier Béron
- 1295 : Hugues de Margot
- 1296 : Hélies de Barnabé
- 1297 : Hélies Chatuel
- 1298 : Foratnier Blanquet
- 1299 : Guilhem de Barnabé

### Période 1300-1368
En 1299, un conflit entre les deux villes les amène à élire leurs propres maires jusqu'en 1368,,, :
| Année | Maires de la Cité                           | Maires de Périgueux                       |
| ----- | ------------------------------------------- | ----------------------------------------- |
| 1300  | Fortanier Blanquet, puis Guilhem de Barnabé | Hélies de Botas                           |
| 1301  | Arnaud de Gelat                             | Hélies Chatuel                            |
| 1302  | Pierre des Normands                         | Guillaume Chatuel                         |
| 1303  | Hélies de Barnabé                           | Guillaume Chatuel                         |
| 1304  | Pierre des Normands                         | Guillaume Chatuel                         |
| 1305  | Fortanier-Béron                             | Hélies de Barnabé                         |
| 1306  | Fortanier-Béron                             | Arnaud de Margot                          |
| 1307  | Pierre des Normands                         | Hélies Vigier                             |
| 1308  | Pierre des Normands                         | Arnaud de Cablan                          |
| 1309  | NC                                          | NC                                        |
| 1310  | Arnaud de Cablan et Pierre Martin           | Raymond de Roche                          |
| 1311  | Pierre Vigier                               | NC                                        |
| 1312  | Pierre Laporte                              | Lambert La Porte                          |
| 1313  | Arnaud de Cablan                            | Pierre Laporte                            |
| 1314  | Hélies Malfred                              | Hélie Jaucelin                            |
| 1315  | Augier de Campniac                          | Hélie Jaucelin                            |
| 1316  | Bernard de Verdun                           | Augier de Campniac                        |
| 1317  | Antoine de Verginis                         | Bernard de Verdun                         |
| 1318  | Hélies de Martin                            | Emeric de Verdun                          |
| 1319  | Antoine de Virginis                         | Hélie Blanquet                            |
| 1320  | Légier Barrière                             | Hélie Blanquet                            |
| 1321  | Légier Barrière                             | Hélie Barnabé                             |
| 1322  | Guillaume de Verdun                         | Bernard de Verdun                         |
| 1323  | Hélies Paris                                | Jean de Berne, puis Guillaume de Verdun   |
| 1324  | Hélies de Barret                            | Étienne Blanquet                          |
| 1325  | Ithier de Chastanet                         | Étienne Blanquet                          |
| 1326  | Guillaume de Bullefarine                    | Ithier de Chastenet, puis Légier Barrière |
| 1327  | Légier Barrière                             | Hélies Jalat (ou Gelat)                   |
| 1328  | Pierre Laporte                              | Hélies Jalat (ou Gelat)                   |
| 1329  | Guillaume Brun                              | Hélies Jalat (ou Gelat)                   |
| 1330  | Guillaume de Labrousse                      | NC                                        |
| 1331  | Hélies de Barnabé                           | Guillaume de Labrousse                    |
| 1332  | Pierre Laporte                              | Hélie de Barnabé                          |
| 1333  | Bernard Vigier                              | Emeric de Comte                           |
| 1334  | Ithier Chatuel                              | Hélie Gelat                               |
| 1335  | Eméric de Comte                             | Jean de Meymy                             |
| 1336  | Hélies de Malfred                           | Jean de Meymy                             |
| 1337  | Hélies de Malfred                           | Pierre Laporte                            |
| 1338  | Hean de Meymy                               | Pierre Laporte                            |
| 1339  | Bernard Dupuy                               | Hélies Dupuy                              |
| 1340  | Hélies du Playssac                          | Hélies Séguy                              |
| 1341  | Étienne du Playssac                         | Hélies Séguy                              |
| 1342  | Raymond Martin                              | Hélies Séguy                              |
| 1343  | Guillaume Dupuy                             | Hélies Séguy                              |
| 1344  | Raymond de Martin                           | Guillaume Dupuy                           |
| 1345  | Raymond de Martin                           | Jean de Meymy                             |
| 1346  | Hélies Séguy le Jeune                       | Jean de Meymy                             |
| 1347  | Hélies Séguy le Jeune                       | Jean de Meymy                             |
| 1348  | Arnaud Rousse                               | Hélies Séguy le Vieux                     |
| 1349  | Hélies Fabry                                | Arnaud Roussel                            |
| 1350  | Raymond Martin                              | Arnaud de Jaude                           |
| 1351  | Pierre Chastenet                            | Jean de Meymy                             |
| 1352  | Fronton Chatuel                             | Raymond de Laporte                        |
| 1353  | Lambert de Boniface, dit de Périgueux       | Raymond de Laporte                        |
| 1354  | Lambert de Boniface, dit de Périgueux       | Fortanier de Landric                      |
| 1355  | Étienne du Playssac                         | Fronton de Landric                        |
| 1356  | Pierre Martin                               | Fronton de Landric                        |
| 1357  | Lambert de Boniface                         | Fortanier de Landric                      |
| 1358  | Arnaud de Jaude                             | Jean de Meymy                             |
| 1359  | Étienne du Playssac                         | Arnaud de Jaude                           |
| 1360  | pas de maire                                | Arnaud de Jaude                           |
| 1361  | pas de maire                                | Pierre de Chastenet                       |
| 1362  | pas de maire                                | Hélie Faure                               |
| 1363  | pas de maire                                | Hélie Faure                               |
| 1364  | pas de maire                                | Lambert de Boniface                       |
| 1365  | pas de maire                                | Arnaud de Jaude                           |
| 1366  | Étienne du Playssac                         | Hélie de Barrault                         |
| 1367  | Jean de Brusany                             | Hélie de Barrault                         |
| 1368  | Lambert de Boniface                         | Hélie de Barrault                         |

### Période 1369-1790
Entre 1366 et 1368, Hélie de Barrault est élu maire de Périgueux trois fois de suite pour s'être opposé à des élections municipales à la Cité. Il réussit puisque, à partir de 1368, il n'y a qu'un maire à Périgueux.
À partir de 1461, les habitants de Périgueux disposent du droit de vote pour élire le maire et les consuls,,. Le maire de Périgueux, les consuls, les chevaliers, les gentilshommes et les clercs forment un seul et même corps politique. Ils ont pour mission la conservation et la protection du fief.
| Période          | Période          | Identité                        | Étiquette | Qualité |
| ---------------- | ---------------- | ------------------------------- | --------- | --- |
|                  |                  |                                 |           | |
| 1538             | 1540             | Bernard de Saulière             |           | Conseiller du roi en l'élection de Périgueux (1533-1542) Avocat[réf. nécessaire]                                    |
|                  |                  |                                 |           | |
| 1562             | 1562             | Pierre de Marquessac            |           | Écuyer, seigneur de Saint-Jory, de La Mothe-Saint-Pantaly et de Bruzac                                              |
| 1563             | 1564             | Bernard Jay de Beaufort         |           | Seigneur de Beaufort, Ataux et Saint-Germain                                                                        |
|                  |                  |                                 |           | |
| 1569             | 1570             | Antoine de Chilhaud             |           | Écuyer, seigneur de Prompsault et de Fonlosse                                                                       |
| 1570             | 1570             | Bernard Jay de Beaufort         |           | Seigneur de Beaufort, Ataux et Saint-Germain                                                                        |
| 1575             | 1575             | Jean de Cugnac                  |           | Seigneur de Giverzac, sieur de Caussade                                                                             |
|                  |                  |                                 |           | |
| août 1581        | 1584             | Jean de Chilhaud des Fieux      |           | Avocat |
| 1584             | 1585             | Antoine de Chilhaud             |           | Écuyer, seigneur de Prompsault et de Fonlosse                                                                       |
| 1585             | 1587             | Hélie de Bordes                 |           | |
| 1587             | 1589             | Pierre de Marquessac            |           | Écuyer, seigneur de Saint-Jory, de La Mothe-Saint-Pantaly et de Bruzac                                              |
| 1589             | 1591             | Jean de Chilhaud des Fieux      |           | Avocat |
| 1591             | 1592 ou 1593     | Denis de La Porte               |           | |
| 1592 ou 1593     | 1595             | Raymond Girard de Langlade      |           | Écuyer, seigneur d'Eyliac, du Defay et de La Veyssière                                                              |
| 1595             | 1596             | Hélie de Jehan                  |           | Seigneur de Valboulet                                                                                               |
| 1596             | 1596             | Jacques de Gravier              |           | Seigneur de Puygrand                                                                                                |
| 1596             | 1597             | Jacques de Jehan                |           | |
| 1597             | 1598             | Bernard Jay de Beaufort         |           | Seigneur de Beaufort, Ataux et Saint-Germain Greffier en chef à Périgueux                                           |
| 1599             | 1600             | Jean de Morillon                |           | |
| 1600             | 1602             | Pierre de Mèredieu              |           | Seigneur de la Renolphie                                                                                            |
| 1602             | 1605             | Jacques de Chalup               |           | Écuyer, seigneur d'Église-Neuve                                                                                     |
| 1605             | 1606             | Hélie de Jehan                  |           | Procureur du roi |
| 1607             | 1609             | Jean du Chesne (-1647)          |           | Sieur de la Rivière et du Breuilh                                                                                   |
| 1609             | 1611             | Baptiste Chancel                |           | |
| 1611             | 1612             | François de Bordes              |           | |
| 1612             | janvier 1614     | Jean de Chilhaud des Fieux      |           | Avocat |
| janvier 1614     | 1615             | Bertrand de Chilhaud            |           | Écuyer, seigneur des Fieux, de La Jarthe et de La Chapelle-Gonaguet                                                 |
| 1615             | 1617             | Pierre d'Abzac                  |           | Chevalier, seigneur de Reilhac et de La Douze                                                                       |
| 1617             | 1618             | Joseph Martin                   |           | |
| novembre 1618    | novembre 1619    | Bertrand de Chilhaud            |           | Écuyer, seigneur des Fieux, de La Jarthe et de La Chapelle-Gonaguet                                                 |
| novembre 1619    | novembre 1620    | Jacques de Chilhaud             |           | Seigneur de Fonlosse                                                                                                |
| novembre 1620    | novembre 1622    | Martial d'Alesmes               |           | Sieur de Meycourby                                                                                                  |
| novembre 1622    | novembre 1624    | Jean de Veyrel                  |           | Magistrat au présidial du Périgord                                                                                  |
| novembre 1624    | novembre 1626    | Louis Albert de Labrousse       |           | Seigneur de Labrousse                                                                                               |
| novembre 1626    | novembre 1627    | Antoine de Bascharetie          |           | Seigneur de Peyrelade                                                                                               |
| novembre 1627    | novembre 1629    | Jean du Chesne (-1631)          |           | Seigneur de la Rivière et du Breuilh                                                                                |
| novembre 1629    | novembre 1631    | Pierre de Jay de Beaufort       |           | Écuyer, seigneur de Beaufort                                                                                        |
| novembre 1631    | novembre 1633    | Henri de Champagnac             |           | Écuyer, seigneur du Mas                                                                                             |
| novembre 1633    | novembre 1635    | Jean Jay d'Ataux                |           | Écuyer, seigneur de Saint-Germain-du-Salembre, d'Ataux, de Ferrières et de Leymonie                                 |
| novembre 1635    | novembre 1636    | Hélie Alexandre de Fonpitou     |           | Avocat, coseigneur de Fonpitou                                                                                      |
| novembre 1636    | novembre 1637    | Jacques André                   |           | Écuyer, seigneur de Vaux                                                                                            |
| novembre 1637    | novembre 1638    | François de Tourtel             |           | Seigneur de Chastenet, sieur de Chassenac                                                                           |
| novembre 1638    | novembre 1639    | Bertrand de Chilhaud            |           | Écuyer, seigneur des Fieux, de La Jarthe et de La Chapelle-Gonaguet                                                 |
| novembre 1639    | novembre 1640    | Pierre Alexandre de Fonpitou    |           | Conseiller du roi au présidial de Périgueux                                                                         |
| novembre 1640    | novembre 1641    | Pierre de Thinon                |           | Écuyer, seigneur de Petit-Chalout et de Fliac                                                                       |
| novembre 1641    | novembre 1642    | Jean-Baptiste Chancel           |           | Seigneur de la Veyssonie                                                                                            |
| novembre 1642    | novembre 1643    | Martial de Jehan                |           | Écuyer, seigneur de la Barde                                                                                        |
| novembre 1643    | novembre 1644    | Jacques de Gravier              |           | Sieur de Puygrand                                                                                                   |
| novembre 1644    | novembre 1645    | Pierre du Reclus                |           | Conseiller du roi au Présidial                                                                                      |
| novembre 1645    | novembre 1646    | Léonard de Montozon             |           | Écuyer, seigneur de la Chabanne                                                                                     |
| novembre 1646    | février 1647     | Jean du Chesne (-1647)          |           | Sieur de la Rivière et du Breuilh                                                                                   |
| février 1647     | novembre 1648    | Jean Girard de Langlade         |           | Écuyer, seigneur de La Vaysse                                                                                       |
| novembre 1648    | 1649             | Nicolas d'Alesmes               |           | Juge criminel et lieutenant criminel                                                                                |
| novembre 1650    | septembre 1653   | Pierre Boudon                   |           | Écuyer, sieur de Faugeras (ou de Fougerat), conseiller du roi                                                       |
| septembre 1653   | 1654             | François de Simon               |           | Écuyer, sieur de Chatillon, conseiller du roi                                                                       |
|                  |                  |                                 |           | |
| novembre 1659    | novembre 1662    | Jean de Chilhaud                |           | Écuyer, seigneur des Fieux, de Fonlosse, de la Jarthe et de la Chapelle-Gonaguet                                    |
| novembre 1662    | novembre 1663    | Pierre Moras                    |           | Écuyer, seigneur de la Richardie                                                                                    |
| novembre 1663    | novembre 1664    | Nicolas d'Alesmes               |           | Juge criminel et lieutenant criminel                                                                                |
| novembre 1664    | novembre 1665    | François de Montozon            |           | Seigneur des Rocs                                                                                                   |
| novembre 1665    | novembre 1666    | Jean Salleton                   |           | Conseiller du roi, receveur des tailles                                                                             |
| novembre 1666    | novembre 1667    | Théophile du Cheyron            |           | Écuyer, seigneur du Cheyron et de La Loubarie                                                                       |
| novembre 1667    | novembre 1668    | Pierre de Froidefond            |           | Écuyer, seigneur des Farges et du Chatenet                                                                          |
| novembre 1668    | novembre 1669    | Léonard de Montozon             |           | Écuyer, seigneur de la Chabanne                                                                                     |
| novembre 1669    | novembre 1670    | Jean de Chilhaud                |           | Écuyer, seigneur des Fieux, de Fonlosse, de la Jarthe et de la Chapelle-Gonaguet                                    |
| novembre 1670    | novembre 1671    | Nicolas de Montagut             |           | Écuyer, seigneur de la Siguenie                                                                                     |
| novembre 1671    | novembre 1672    | Bernard de Jay                  |           | Écuyer, seigneur de Ferrières                                                                                       |
| novembre 1672    | novembre 1673    | Léonard de Montozon             |           | Écuyer, seigneur de la Chabanne                                                                                     |
| novembre 1673    | novembre 1675    | Antoine de Chilhaud             |           | Seigneur des Fieux et de La Lande                                                                                   |
| novembre 1675    | novembre 1676    | Philibert d'Aytz                |           | Écuyer, seigneur de Meymy, de la Feuillade et autres places                                                         |
| novembre 1676    | novembre 1678    | François de Simon               |           | Écuyer, sieur de Chatillon                                                                                          |
| novembre 1678    | novembre 1679    | Odet Le Long                    |           | Écuyer, seigneur de la Meyfrenie                                                                                    |
| novembre 1679    | novembre 1681    | Joseph Chevalier de Cablan      |           | Chevalier, écuyer et seigneur de Cablanc, Puymarteau, Lezerol, Puygombert, la Vernide, Saint-Mayme et autres places |
| novembre 1681    | novembre 1683    | Pierre de Cluzel                |           | Écuyer, seigneur de la Bénéchie et de la Palanque                                                                   |
| novembre 1683    | 1684             | Jean de Chilhaud                |           | Écuyer, seigneur des Fieux, de Fonlosse, de la Jarthe et de la Chapelle-Gonaguet                                    |
| 1684             | 1685             | Joseph de Crémoux               |           | Écuyer et seigneur de Borie-Petit                                                                                   |
| 1685             | 1686             | Annet de Montozon               |           | Écuyer et seigneur de la Vallade Conseiller du roi                                                                  |
| 1686             | 1689             | Jean de Champagnac              |           | Écuyer et seigneur du Mas                                                                                           |
| 1689             | 16 novembre 1689 | Pierre Jay de Beaufort          |           | |
| 16 novembre 1689 | 1690             | Joseph Chevalier de Cablan,     |           | Chevalier, écuyer et seigneur de Cablanc, Puymarteau, Lezerol, Puygombert, la Vernide, Saint-Mayme et autres places |
| 1690             | 16 novembre 1692 | Pierre de Jehan                 |           | Écuyer et seigneur de Pressac Conseiller du roi et vice-sénéchal provincial                                         |
| 16 novembre 1692 | 1712             | Jean-Baptiste du Chesne         |           | Chevalier et seigneur comte de Montréal Lieutenant-général et juge-mage                                             |
| 1706             | 1712             | Pierre de Verneuil              |           | Seigneur de La Peyre Officier du roi                                                                                |
| 1712             | 1717             | Jean de Simon                   |           | Écuyer, seigneur de la Gardie                                                                                       |
| 1717             | 1720             | Dominique de Montozon           |           | Écuyer, seigneur de Léguilhac, Lafont-de-L'Auche et Longchamp                                                       |
| 1720             | 1721             | Robert de Montozon              |           | Écuyer, seigneur de la Coutessie                                                                                    |
| 1721             | 1722             | Bernard du Cheyron              |           | Écuyer, seigneur de La Loubarie                                                                                     |
| 1722             | 1722             | Jean de Bertin                  |           | |
| 1722             | 1724             | Jean-Louis de Froidefond        |           | Écuyer, seigneur du Chastenet et de Bouix                                                                           |
| 1724             | 1726             | Jean d'Alesmes                  |           | Seigneur de Vige et de Linards                                                                                      |
| 1726             | 1727             | Dominique de Montozon           |           | Écuyer, seigneur de Léguilhac, Lafont-de-L'Auche et Longchamp                                                       |
| 1727             | 1728             | Germain Faure                   |           | Écuyer, seigneur de Rochefort, de Gardonne et du Chastenet                                                          |
| 1728             | 1729             | Jean-Baptiste de Salleton       |           | |
| 1729             | 1732             | André de Tourtel                |           | Écuyer, seigneur de Gramont                                                                                         |
| 1732             | 1736             | Joseph de Martin                |           | |
| 1736             | 1738             | Jean-Louis de Froidefond        |           | Écuyer, seigneur du Chastenet et de Bouix                                                                           |
| 1738             | 1740             | Étienne-Joseph de Maignol       |           | |
| 1740             | 1742             | Léonard de Montozon             |           | |
| 1742             | 1765             | Eymeric de Mérédieu d'Ambois    |           | |
| 1765             | 1768             | Jean Eydely                     |           | |
| 1768             | 1771             | Jean-François Fournier          |           | |
| 1771             | 1773             | Simon Ladoire de Chamizac       |           | |
| 1773             | 1774             | Pierre-Victor de La Roche-Aymon |           | |
| 1774             | 1781             | Louis de Sanzillon              |           | |
| 1781             | 1786             | N. de Beaumont                  |           | |
| 1786             | 1790             | Sicaire André de Migot          |           | |

### Depuis 1790 (Révolution française)

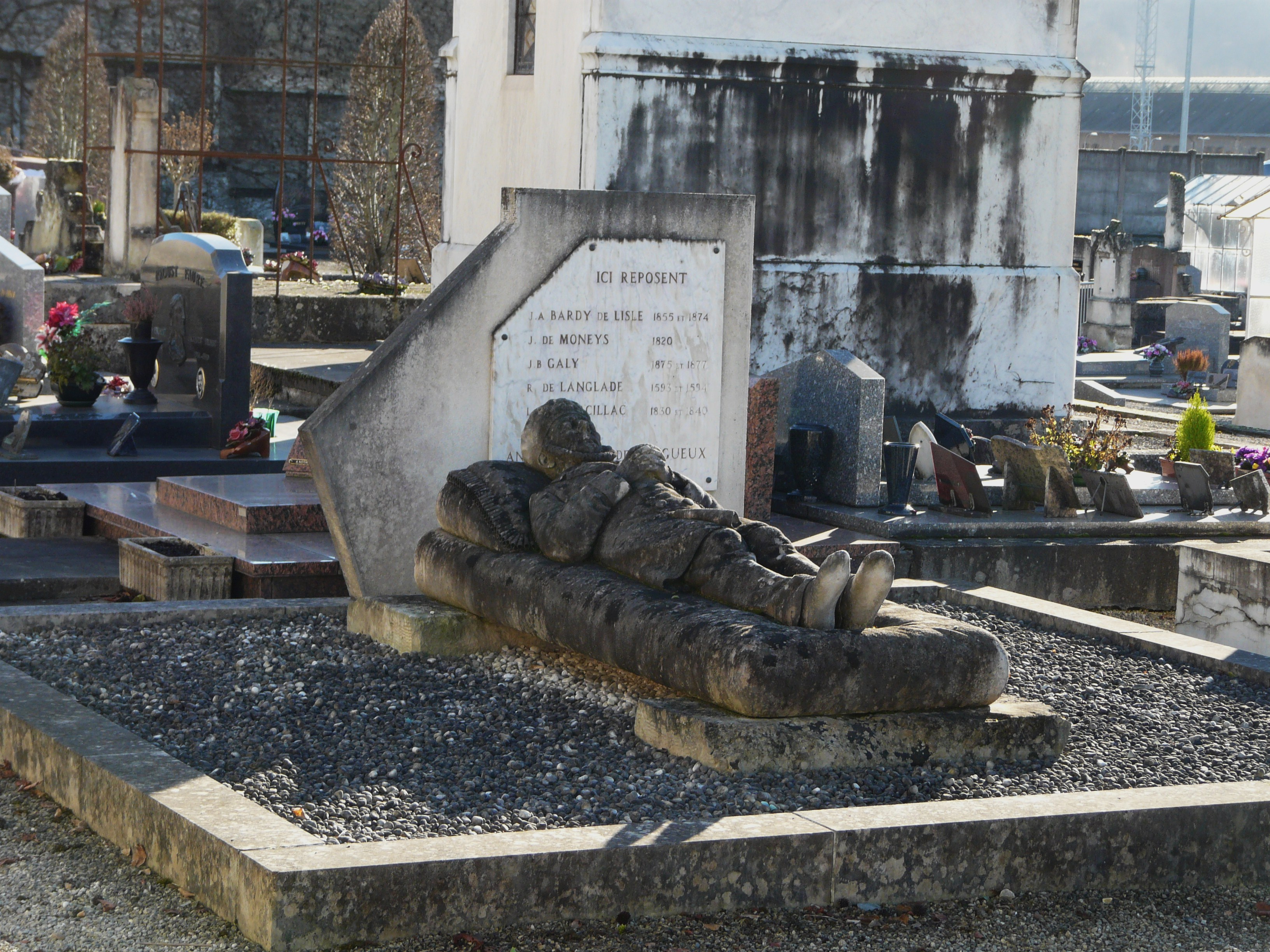
Tombe de cinq anciens maires de Périgueux, dans le cimetière de l'Ouest.

| Période            | Période                   | Identité                          | Étiquette              | Qualité |
| ------------------ | ------------------------- | --------------------------------- | ---------------------- | --- |
| 26 février 1790    | 14 novembre 1791          | Alexis de Salleton                |                        | Ancien capitaine-commandant du régiment de Condé (infanterie)                                                                                   |
| 14 novembre 1791   | 23 octobre 1792           | Jean-Pascal Charles de Peyssard   | Montagnard             | Député à la Convention nationale (1792-1795) |
| 23 octobre 1792    | 12 novembre 1793          | Bernard Vincent                   |                        | Payeur général de la Dordogne |
| 12 novembre 1793   | 14 mai 1795               | Antoine Audebert                  |                        | Avoué et procureur-syndic de Périgueux |
| 14 mai 1795        | 12 novembre 1795          | François Sudret                   |                        | Avocat Président de la société populaire de Périgueux                                                                                           |
| 12 novembre 1795   | 29 juin 1796              | Jean-Pascal Charles de Peyssard   | Montagnard             | |
| 29 juin 1796       | 21 septembre 1797         | Alexis Thouverez                  |                        | Marchand horloger |
| 21 septembre 1797  | 25 avril 1800             | Antoine Germillac                 |                        | Chirurgien et professeur d'obstétrique |
| 25 avril 1800      | 25 avril 1802             | Denis Front Tamarelle-Mauriac     |                        | Avocat Président du conseil d'arrondissement de Périgueux (1800-?)                                                                              |
| 25 avril 1802      | 20 avril 1815             | Jean-Baptiste-Pascal Vidal        | Monarchiste            | Chirurgien |
| 20 avril 1815      | 7 juillet 1815            | Jean-François Roux                |                        | Ancien lieutenant-colonel du 13e régiment de dragons parachutistes                                                                              |
| 7 juillet 1815     | 14 avril 1816             | Jean-Baptiste-Pascal Vidal        | Monarchiste            | Chirurgien |
| 14 avril 1816      | 12 avril 1820             | Jean d'Abzac de La Douze          | Ultraroyaliste         | Député à la Chambre introuvable (1815-1816) |
| 12 avril 1820      | 31 juillet 1820           | Joseph-Bertrand Bayle de Lagrange |                        | |
| 31 juillet 1820    | 17 août 1830              | Jean-Romuald de Moneys d'Ordières |                        | Ancien capitaine du régiment de Lorraine (dragons)                                                                                              |
| 17 août 1830       | 19 septembre 1830         | Jean-Baptiste-Pascal Vidal        | Monarchiste            | Chirurgien Membre du conseil de préfecture Conseiller d'arrondissement de Périgueux                                                             |
| 19 septembre 1830  | 19 novembre 1839          | Louis Léger Combret de Marcillac  | Majorité conservatrice | Député (1837-1843) |
| 19 novembre 1839   | 1er octobre 1841          | Léonard Gilles-Lagrange           |                        | Notaire |
| 1er octobre 1841   | 30 octobre 1843           | Louis Léger Combret de Marcillac  | Majorité conservatrice | Député (1837-1843) Préfet de la Dordogne (1843-1848)                                                                                            |
| 30 octobre 1843    | 15 juillet 1845           | Jean-Louis-Maurice de Trémisot    |                        | |
| 15 juillet 1845    | 11 mai 1848               | Jean-Étienne-Joseph Estignard     |                        | Chef d'escadron retraité Commandant du bureau de recrutement de Périgueux                                                                       |
| 11 mai 1848        | juillet 1848              | Pierre-Romain Moyrand             | RD                     | Magistrat |
| 25 novembre 1848   | 28 février 1849           | Louis Augustin Mie                | DVG                    | Avocat Représentant du peuple à l'Assemblée nationale constituante (1848-1849)                                                                  |
| 28 février 1849    | 3 juillet 1849            | Hilaire-Léon Gilles-Lagrange      |                        | Notaire |
| 31 août 1849       | 8 mai 1850                | Jean-Étienne-Joseph Estignard     |                        | Chef d'escadron retraité Commandant du bureau de recrutement de Périgueux                                                                       |
| 8 mai 1850         | 24 juillet 1852           | André Delphin de Gamanson         |                        | |
| 24 juillet 1852    | 20 septembre 1854         | Jean-Étienne-Joseph Estignard     |                        | Chef d'escadron retraité Commandant du bureau de recrutement de Périgueux                                                                       |
| 20 septembre 1854  | 14 janvier 1855           | Pierre Courtey                    |                        | Industriel, banquier et négociant |
| 14 janvier 1855    | 12 janvier 1870           | Alfred Bardy-Delisle              |                        | Médecin |
| 12 janvier 1870    | 20 août 1870              | Louis-Martial Doursout            |                        | Commerçant |
| 20 août 1870       | 4 septembre 1870          | Louis-Amédée Guilbert             |                        | Médecin |
| 9 septembre 1870   | 20 octobre 1870           | Jean Charles Louis Marrot         |                        | Ingénieur des mines |
| 20 octobre 1870    | 15 mai 1871               | Pierre-Frédéric Batailh           |                        | Avocat |
| 15 mai 1871        | 1er septembre 1873        | Auguste Fournier-Laurière         |                        | Avocat |
| 1er septembre 1873 | 1er octobre 1873          | Adolphe Bourdeillette             |                        | Chirurgien |
| 1er octobre 1873   | 12 février 1874           | Sylvestre Eymeri                  |                        | Notaire |
| 12 février 1874    | 10 février 1875           | Alfred Bardy-Delisle              |                        | Médecin |
| 10 février 1875    | janvier 1876              | Édouard Galy                      |                        | Médecin |
| janvier 1876       | 2 février 1877            | Léon Deffarges                    |                        | Commerçant et fabricant de pâtés et conserves                                                                                                   |
| 2 février 1877     | 27 juillet 1877           | Auguste Fournier-Laurière         |                        | Avocat |
| 27 juillet 1877    | 24 février 1878           | Édouard Galy                      |                        | Médecin |
| 24 février 1878    | 9 février 1881            | Édouard Leymarie                  |                        | Fondateur et rédacteur en chef du journal républicain Le Réveil de la Dordogne                                                                  |
| 9 février 1881     | 28 juillet 1882           | Amédée Paquignon                  |                        | Commerçant et juge de tribunal de commerce |
| 28 juillet 1882    | 3 septembre 1882          | Marcellin Guyonnet                |                        | Négociant en fers |
| 3 septembre 1882   | 9 juin 1887               | Antoine Gadaud                    | UR                     | Député (1885-1889) |
| 9 juin 1887        | 24 juillet 1887           | Pierre-Gabriel Marchet            |                        | |
| 24 juillet 1887    | 17 mai 1896               | Georges Saumande                  | AD                     | Député (1893-1928) |
| 17 mai 1896        | 15 mai 1904               | Pierre-Ernest Guillier            | RP                     | Avocat et bâtonnier de l'Ordre des avocats Sénateur (1901-1927)                                                                                 |
| 15 mai 1904        | 7 septembre 1905          | Paul Fougeyrollas                 |                        | Avoué et suppléant du juge de paix |
| 7 septembre 1905   | 1908                      | Louis Alexandre Cussy             |                        | Entrepreneur de travaux publics |
| 1908               | 10 décembre 1919          | Georges Saumande                  | AD                     | Député (1893-1928) |
| 10 décembre 1919   | 10 juillet 1921           | Paul Bouthonnier                  | SFIO                   | Enseignant (jusqu'en 1920) Conseiller général de Périgueux (1919-1921)                                                                          |
| 8 novembre 1921    | 17 mai 1925               | Marcel Delagrange                 | PC                     | Membre du syndicat Unitaire des cheminots (jusqu'en 1923) Secrétaire fédéral du Parti communiste (1923-1924)                                    |
| 17 mai 1925        | 2 avril 1943              | Félix Gadaud                      | GD                     | Député (1919-1929) Sénateur (1929-1940) |
| 2 avril 1943       | 31 juillet 1944           | Gustave Chassagne                 |                        | |
| 5 août 1944        | 28 septembre 1944         | Louis Guinabert                   |                        | |
| 28 septembre 1944  | 5 octobre 1944            | Louis Feyfant                     |                        | |
| 5 octobre 1944     | mars 1959                 | Pierre Pugnet                     | SFIO                   | Agent de maîtrise auprès de la Compagnie du PO                                                                                                  |
| mars 1959          | 21 mars 1971              | Lucien Barrière                   | Radical                | Voyageur de commerce Conseiller économique et social d'Aquitaine (1970-1971)                                                                    |
| 21 mars 1971       | 20 janvier 1997           | Yves Guéna                        | UDR puis RPR           | Député (1962-1973, 1974-1981, 1986-1988) |
| 20 janvier 1997    | 31 mai 2002               | Xavier Darcos                     | RPR                    | Inspecteur général (1998) Sénateur (1998-2002)                                                                                                  |
| 31 mai 2002        | 17 septembre 2005         | Jean-Paul Daudou                  | UMP                    | Cadre supérieur à la chambre de commerce et d'industrie de Périgueux (par intérim de Xavier Darcos, ministre, qui devient 1er adjoint)          |
| 17 septembre 2005  | 16 mars 2008              | Xavier Darcos                     | UMP                    | Ministre de l'Éducation nationale (2007-2009)                                                                                                   |
| 16 mars 2008       | 5 avril 2014              | Michel Moyrand                    | PS                     | Conseiller régional (1998-2015) |
| 5 avril 2014       | 3 juillet 2020            | Antoine Audi                      | UMP puis LR            | Directeur général de Capgemini Institut (depuis 2014) Conseiller régional (2015-2021)                                                           |
| 3 juillet 2020     | 14 mai 2025 Démission.    | Delphine Labails                  | PS                     | Inspectrice de la jeunesse et des sports Conseillère régionale de Nouvelle-Aquitaine (2021 → ) 1re vice-présidente du Grand Périgueux (2020 → ) |
| 14 mai 2025        | 21 mai 2025               | Émeric Lavitola                   | PS                     | Professeur des écoles Premier adjoint (2020 → 2025) faisant fonctions de maire                                                                  |
| 21 mai 2025        | En cours (au 23 mai 2025) | Émeric Lavitola                   | PS                     | Professeur des écoles |